# Страсть в пыли
«Страсть в пыли» (англ. Lust In The Dust) — американский художественный фильм 1985 года, комедийный вестерн, снятый режиссёром Полом Бартелем. Название фильма происходит от прозвища, закрепившегося за вестерном 1946 года «Дуэль под солнцем» (англ. Duel in the Sun).
Главные роли в этом фильме исполнили Дивайн, Таб Хантер, Лэйни Казан, Джеффри Льюис, Генри Сильва и Сизар Ромеро. Премьера фильма состоялась 1 марта 1985 года в США. За исполнение своей роли Дивайн был номинирован на приз Золотая малина в категории «Худший актёр», но не получил главного приза.

## Сюжет
Действие фильма происходит в 1884 году. Рози Велес хочет стать певицей в кабаре, но в данный момент она потерялась среди пустыни и на неё напала шайка бандитов. А Абель Вуд её спасает, он ковбой и кладоискатель. Вместе они едут в городок Чили Верде, глухое Богом забытое место, расположенное в штате Нью-Мексико.
В этом городке и находится то кабаре-салон, о котором грезит Рози. А заправляет салоном ещё одна дама — Маргарита Вентура, на службе у которой находится её верный пёс Бернардо, вышибала и неплохой стрелок, между прочим. В городе Абель сталкивается с бандой которой руководит некто Хард Кэйс Уильямс — стычка происходит конечно из-за золота, но пока только потенциального.
А в самом городке Чили Верде все проводят дни напролёт в салоне Маргариты и они заняты одним слухом — по древней легенде где то неподалёку спрятан клад, но с его поиском связана какая-то загадка. Оказывается, что нужно соединить татуировки двух поссорившихся женщин. Поэтому-то все и кинулись в салон в надежде найти этих двух дам.
Итак гонка за золотом началась. Основной претендент на победу — это, конечно, не Абель Вуд, а его соперник Хард Кэйс Уильямс. А женщинами, у которых и есть нужные татуировки, оказываются певица Рози Велез и сама хозяйка кабаре Маргарита Вентура.

## В ролях
- Таб Хантер — Абель Вуд, ковбой
- Дивайн — Рози Велес, танцовщица варьете
- Лэйни Казан — Маргерита Вентура, хозяйка салона
- Генри Сильва — Бернардо, помощник Маргариты
- Джеффри Льюис — Хард Кэйс Уильямс
- Кортни Джеймс — Ред Дик Баркер
- Сизар Ромеро — отец Гарсия
- Недра Волц — Большая Эд
- Джина Гальего — Нинфа

## Интересные факты
- Первоначально название «Страсть в пыли» (англ. Lust In The Dust) планировалось для другого фильма «Дуэль под солнцем» (англ. Duel in the Sun).
- Это первый фильм, в котором Дивайн не работает с Джоном Уотерсом.
- На роль режиссёра приглашали самого Джона Уотерса, но он отказался, так как не писал сценария.
- Эдит Мэсси прослушивалась для партии Большой Эд, но Пол Бартель не хотел её присутствия в фильме, потому что считал, что всё это будет слишком походить на фильм Джона Уотерса без самого Джона Уотерса.

## Песни в фильме
- Tarnished Tumbleweed — Майк Стул (англ. Mike Stull)
- These Lips Were Made for Kissing — Дивайн
- South of My Border — Лэйни Казан

## Другие названия
- Geier, Geld und goldene Eier
- Polvo de oro
- En fröken i öknen
- Saluunojen sulotar